# Недогарський заказник
Недогарський — ландшафтний заказник місцевого значення. Об'єкт розташований на території Онуфріївського району Кіровоградської області, поблизу с. Василівка.
Площа — 50 га, статус отриманий у 1993 році.